# Király Ilus
Kovács Jánosné Király Ilus (Kalocsa, 1886. május 5. – 1966. július 28.) a népművészet mestere, kalocsai hímző- és íróasszony, a kalocsai népművészet megújítója.

## Élete
Szülei földművelők voltak, tizennégyen voltak testvérek, de hatan korán meghaltak. 1900-ben, mindössze 47 évesen édesapja meghalt, így tanulmányait nem folytathatta tovább. Tizenhárom éves kora óta rajzolt és kézimunkázott. Akkoriban két híres íróasszony volt Kalocsán, Csuka Boris és Sándor Boris, az ő mintáikat utánozta. Ekkor még csak kék és piros virágokat hímeztek, a falpingáláshoz azonban használtak zöldet is, innen jutott eszébe, miért ne lehetne a növényszárakat is zölddel kihímezni. Mivel sokat dolgozott a mezőn, jól ismerte a különféle vadvirágokat, ezért mintáihoz inkább azokat használta fel, mert a ókalocsai virágokra szerinte nem lehetett ráismerni. Így kerültek a minták közé a pipacsok, ibolyák, margitvirágok, szegfűk, árvácskák, szőlőfürtök, csillagvirágok, gabonák, paprikák, sarkantyúvirágok, amelyek korábban nem fordultak elő sem hímzéseken, sem pingálásokon. Új formát adott a korábbi hagyományos virágoknak is (liliom, rózsa, nefelejcs). Minden növénynek a maga színét akarta adni, az egyes hímzéseken pompás színösszeállításokat hozott létre.
A változtatások hamar meghonosodtak, hirtelen népszerűek lettek. 1905-ben férjhez ment, még többet dolgozott. Több tanítványa is akadt a későbbiek folyamán (Pirisi Julis, Kővágó Maris). Az 1900-as években egy leányait báloztató asszony francia divatlapot mutatott neki. Ekkor találkozott először a Richelieu-hímzéssel (riseliővel), amit sikeresen átültetett a népművészet nyelvére. Kezdetben a kalocsai riseliő csak egyszínű fehér volt. Önéletrajzában írja, hogy leánya azzal álmodott, hogy színes rózsákat varrtak fehér helyett. Az ötletet hamar meg is valósították, sikerrel.
A két világháború között hírneve már külföldre is eljutott, kapott meghívásokat Nizzába és Bécsbe, sőt Párizsba is, ahová azonban már nem juthatott ki. A második világháború súlyosan visszavetette a kalocsai népművészetet és az iránta való érdeklődést. A második világháború utáni néhány évtized azonban a népművészek munkájában új korszakot teremtett. 1952-ben megalakult a Kalocsai Népművészeti és Háziipari Szövetkezet, a munkában Király Ilus tevékenyen vett részt leányával együtt. 1953-ban megkapta a Népművészet Mestere kitüntetést. Ebben az időszakban a kalocsai népművészet már világhírű volt és virágkorát élte, éppen akkor, amikor a többi tájegység népművészete összeolvadóban és eltűnőben volt.

## Kritikák
Érték azonban súlyos kritikák is, mondván, hogy az újkalocsai nem az ókalocsai népművészet folytatása, hogy elrontják a tobzódó, harsogó színek a kalocsai népművészet eredeti jellegét. Ezekre a kritikákra Király Ilus találóan válaszolt: egy 1880-as években készült darabra hivatkozott. A válaszaiban megvédte a gépi hímzést is, bár ő maga nemigen dolgozott géppel. Nemcsak művelője, hanem értője, tudósa is volt a népművészetnek, azzal is tisztában volt, mekkora változást hozott a munkássága. Alkotásai hűen tükrözik a kalocsai hímzések fejlődéstörténetét.